# Cocor gri cu coroană
Cocorul gri cu coroană (Balearica regulorum), de asemenea , cunoscut sub numele de cocorul african cu coroană, este o pasăre din familia Gruidae. Se găsește în estul și sudul Africii și este pasărea națională a Ugandei.

## Taxonomie
Cocorul gri cu coroană este o rudă foarte apropiată a cocorului negru cu coroană, iar cele două specii au fost tratate uneori ca aceeași specie. Cele două sunt separabile pe baza dovezilor genetice, a sunetelor, a penajului și a părților goale, iar toate autoritățile le tratează astăzi ca specii diferite.
Există două subspecii. B. r. gibbericeps este întâlnit în estul Republicii Democrate Congo și în Uganda (unde este pasărea națională, reprezentată pe steagul național) și în Kenya până în estul Africii de Sud. Are o suprafață mai mare de piele goală roșie la nivelul feței, față de subspecia mai mică  B. r. regulorum, care se reproduce din sudul Angolei până în Africa de Sud.

## Galerie

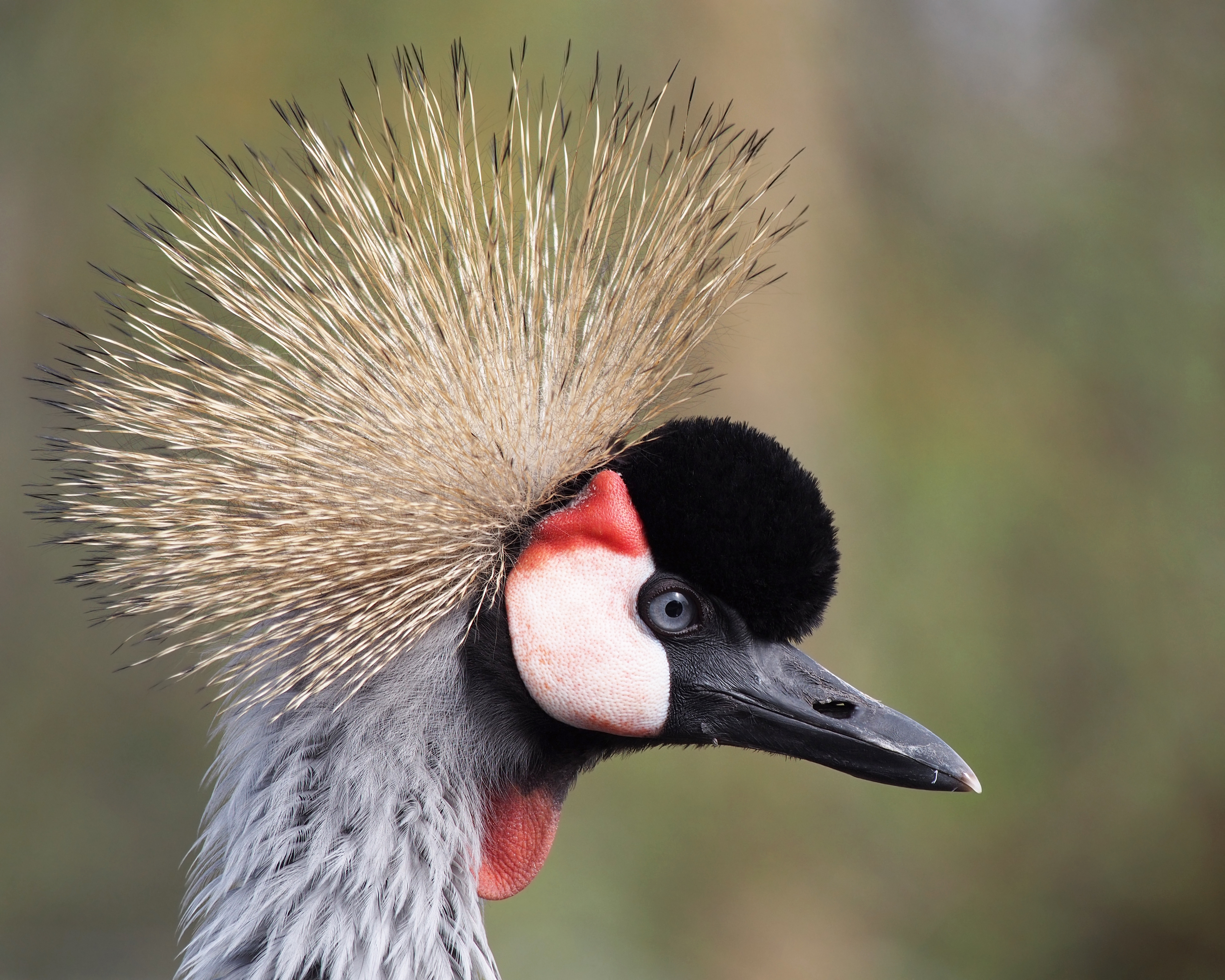
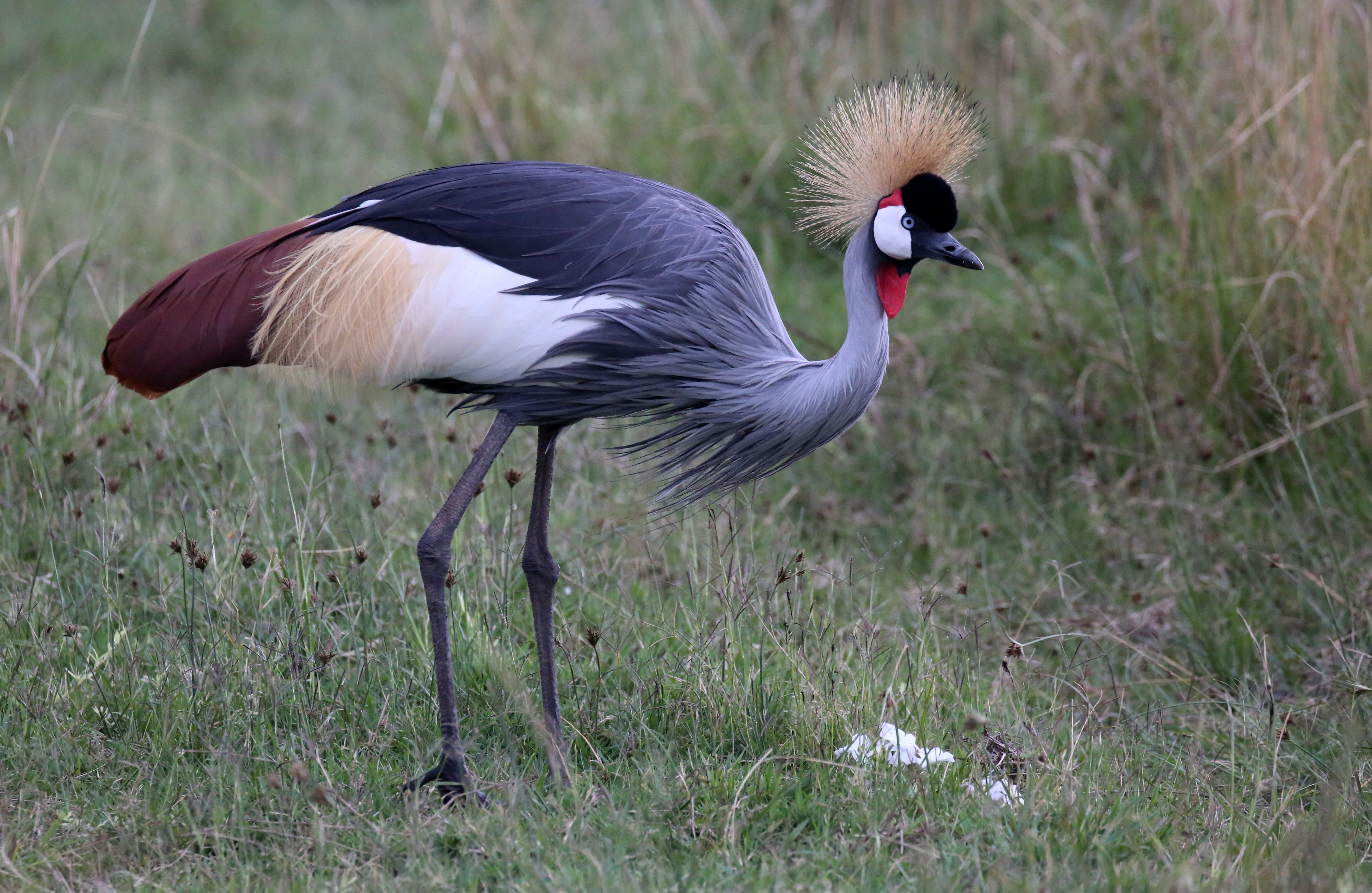
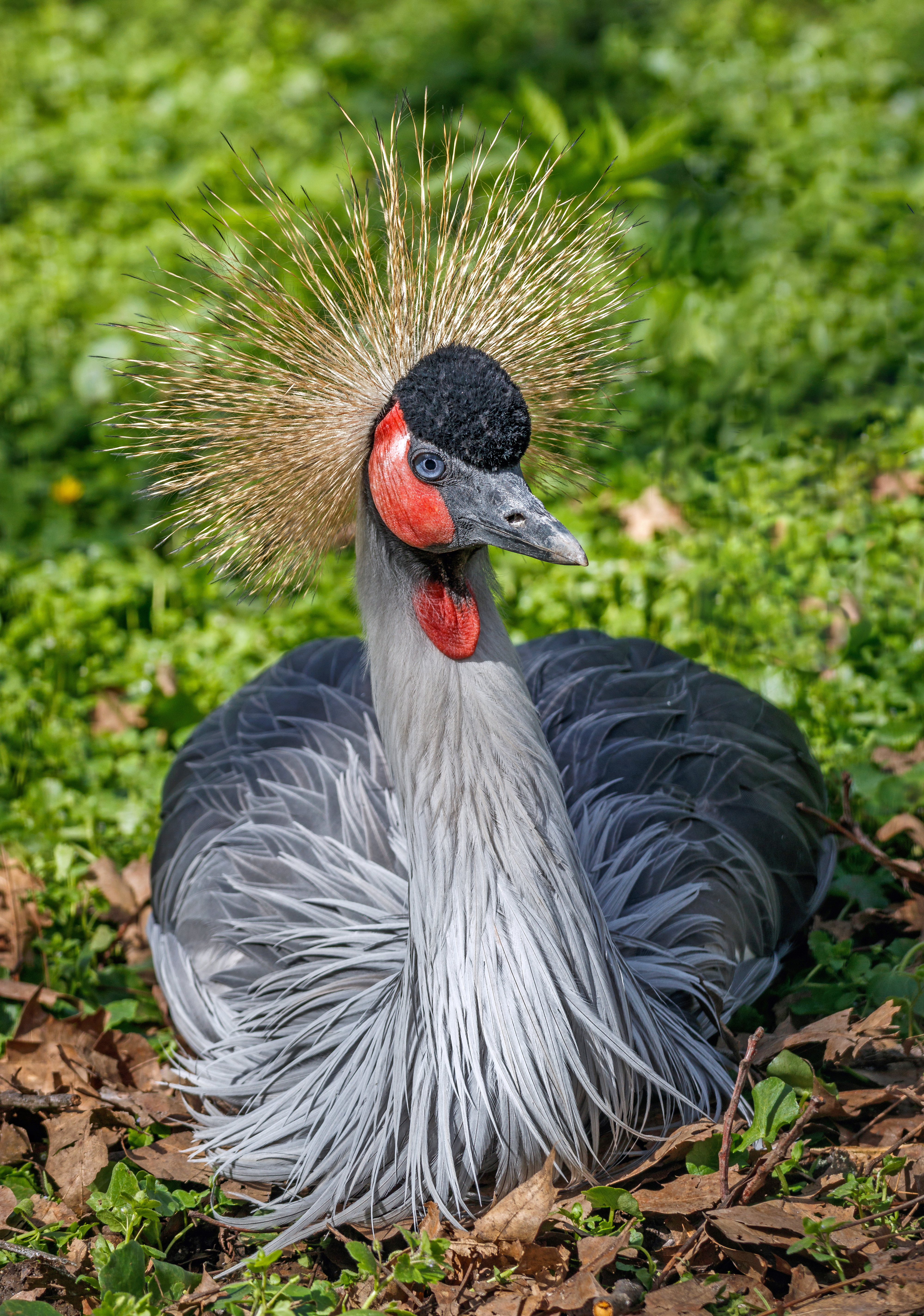